# Xương cá

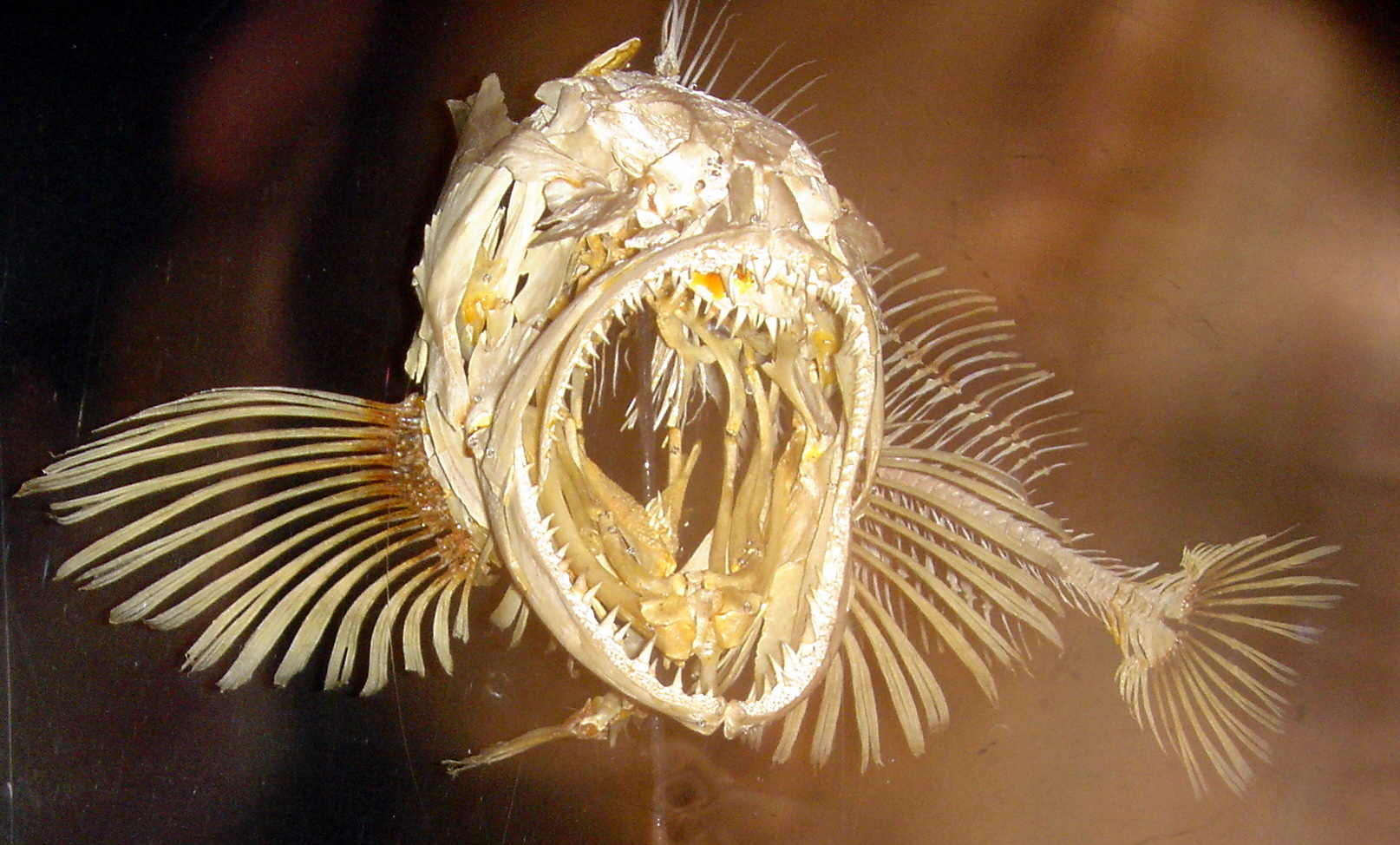
Xương cá

Xương cá hay bộ xương cá là cấu trúc của hệ vận động ở các loài cá. Bộ xương cá là bộ khung giúp cá ổn định hình dạng cơ thể và bảo vệ các cơ quan quan trọng của cơ thể cá. Dựa vào vị trí và cách sắp xếp có thể chia bộ xương cá thành 2 phần: Xương trục chính gồm có xương sọ, xương sống, xương sườn và xương dăm và xương chi gồm có xương đai vai, đai hông và các tia vi.

## Cấu trúc

### Sọ hầu

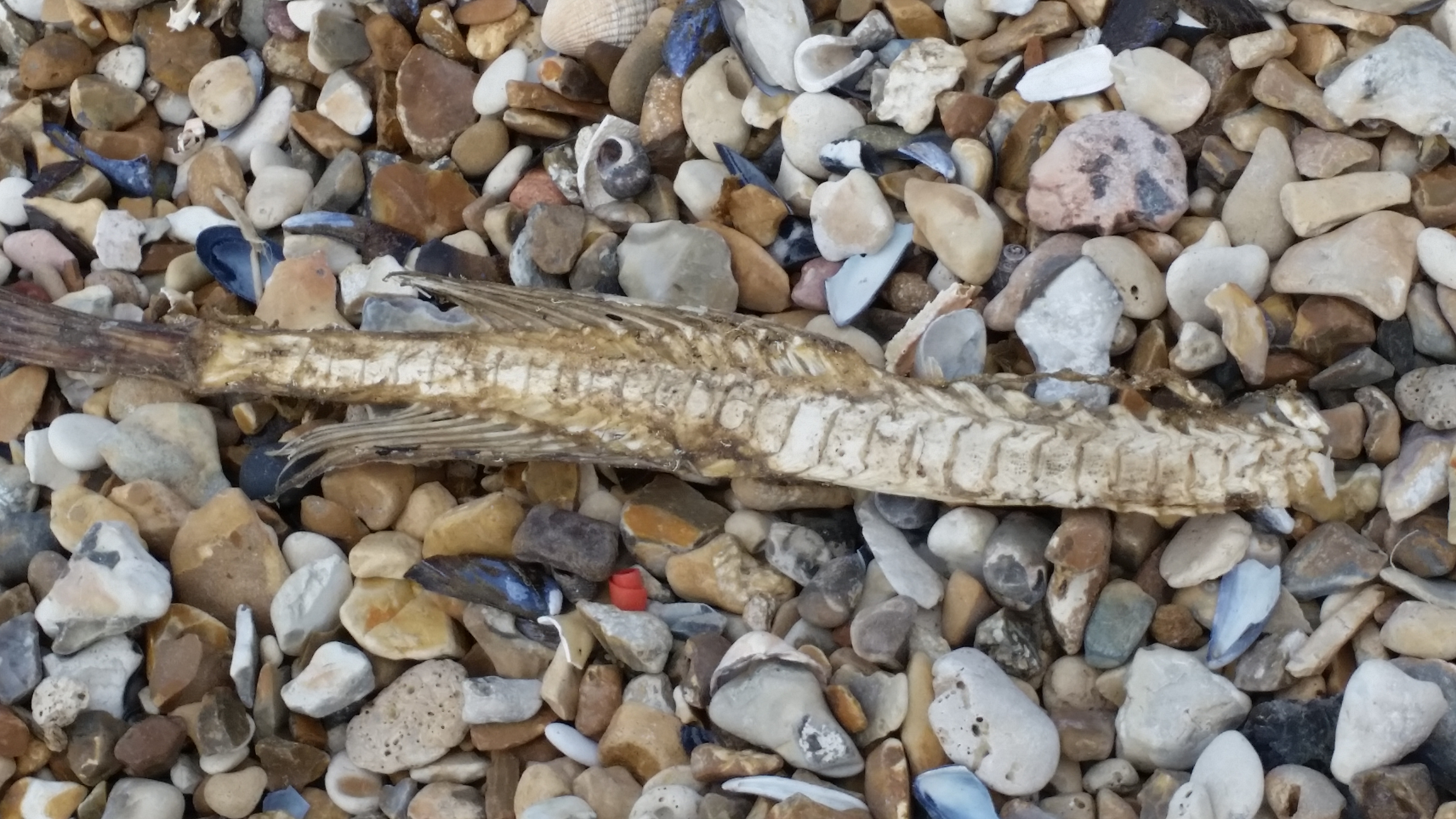
Xương cá

Xương trục chính gồm xương sọ có cấu tạo từ sọ não. Quá trình phát sinh của sọ não cá trãi qua 4 giai đoạn 
- Giai đoạn hình thành tấm cơ sở: Khi dây sống xuất hiện và hoàn chỉnh, não nguyên thủy phình to và phân hoá, dưới não xuất hiện 2 đôi tấm sụn (đôi tấm sụn trước dây sống và đôi tấm sụn bên dây sống). Cùng lúc đó, xung quanh 3 đôi gíác quan cũng hình thành 3 đôi túi sụn là đôi túi sụn mắt, đôi túi sụn mũi và đôi túi sụn tai.
- Giai đoạn kết hợp hình thành khi đôi tấm sụn trước dây sống, đôi tấm sụn bên dây sống cùng phát triển và gắn liền nhau hình thành đáy sọ não gọi là tấm nền. Sau đó, đôi túi sụn mũi và đôi túi sụn tai cũng gắn vào tấm sụn nền. Chỉ riêng đôi túi sụn mắt là không gắn vào tấm nền và đôi túi sụn này sẽ về sau sẽ trở thành màng cứng của mắt cá.
- Giai đoạn phát triển lên trên của tấm nền đáy: Ở giai đoạn này, phần sau và hai phần bên của tấm sụn nền sẽ phát triển lên trên rất nhanh để tạo nên một hộp sọ không có nắp.
- Giai đoạn phủ trùm: Phần bên của hộp sọ phát triển theo bề ngang tạo thành nắp đậy hộp sọ có nhiều lỗ trống để các dây thần kinh não bộ đi ra ngoài.

Sọ hầu thường gồm có 7 đôi. Một đôi cung hàm, gồm có hàm trên và hàm dưới. Hàm trên có hai xương trước hàm và hai xương hàm trên. Hàm dưới có hai xương khớp và hai xương răng. Một đôi cung lưỡi: Gồm có xương đuôi lưỡi, xương gốc lưỡi, hai xương dưới lưỡi, hai xương góc lưỡi và hai xương giang lưỡi nối với các tia màng mang. Năm đôi cung mang, mỗi cung mang có năm loại xương là xương gốc mang, xương dưới mang (hai), xương góc mang (hai), xương trên mang và xương hầu mang (hai).

### Xương sống

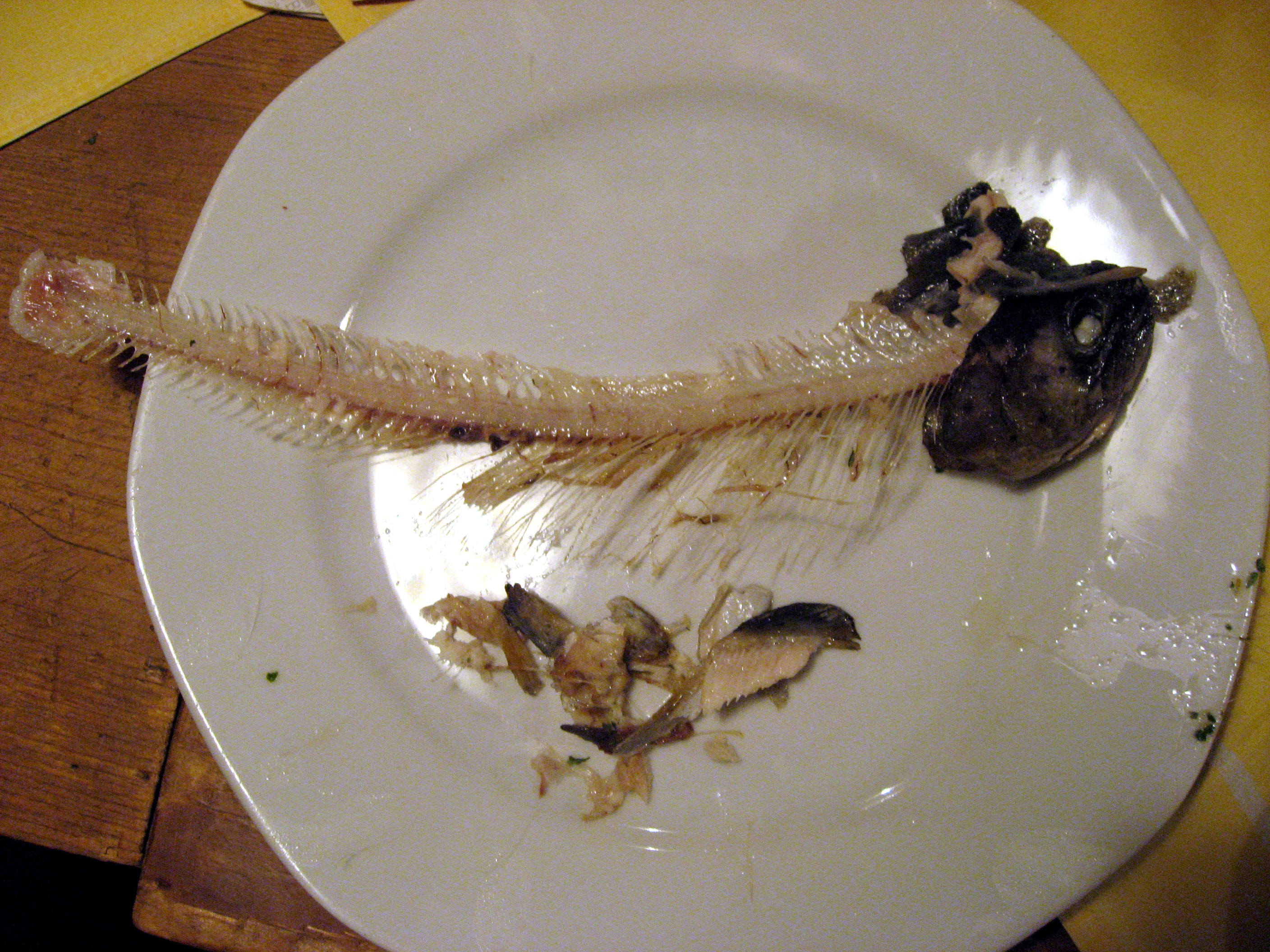
Xương cá trong ẩm thực

Xương sống là bộ xương cá do nhiều đốt sống nối với nhau bằng các mấu khớp và các mô liên kết. Cấu tạo của một đốt sống thường gồm có 3 phần: Thân sống: Hình trụ với 2 mặt lõm. Trên tiết diện ngang của thân sống có nhiều vòng tròn đồng tâm lồng vào nhau. Cung thần kinh: Nằm bên trên thân sống, bao bọc lấy tủy sống. Bên trên cung thần kinh có gai thần kinh.
Cung huyết: Nằm bên dưới thân sống, bao bọc lấy mạch máu vùng bụng. Bên dưới cung huyết có gai huyết. Riêng các đốt sống bụng thường không có gai huyết mà chỉ có mấu huyết. Xương sườn: Có hai loại là xương sườn lưng và xương sườn bụng. Xương dăm: là những xưng nhỏ phân bố rãi rác trong các bó cơ.
Nằm trong xương cá còn có cấu trúc dây sống: Là sợi dây nhỏ có 2 đầu nhọn hoặc bằng, có tính đàn hồi. Bên ngoài được bao bằng lớp bao liên kết dầy. Bên trong chứa chất dịch dạng keo. Xương sống: Là trục chính nâng đỡ cơ thể cá. Xương sống được tạo thành bởi nhiều đốt sống nối với nhau bằng các mấu khớp và mô liên kết. Sụn: Dạng keo, chứa nhiều nước nên kém cứng chắc hơn xương cá. Xương: Cứng chắc do chứa nhiều muối khoáng và chứa ít nước. 

### Xương chi
Xương chi của cá gồm có ương vi chẳn. Vi ngực: Gồm có đai vi ngực và vi ngực. Đai vi ngực: Có hai xương vẩy, hai xương thái dương, hai xương trên đòn, hai xương đòn, hai xương mỏ quạ và hai xương bả vai. Vi ngực: Gồm có xương gốc vi và các tia vi. Vi bụng: Cũng gồm có xương đai hông và vi bụng. Đai hông: Gồm có 2 xương cánh gốc nằm cạnh nhau ở mặt bụng của cá. Vi bụng: Chỉ có các tia vi bụng gắn trực tiếp vào xương cánh gốc.
Xương vi lẻ gồm Vi lưng và vi hậu môn: Có cấu tạo khá giống nhau, gồm có các xương nâng vi nằm bên trong cơ thể và các tia vi nằm bên ngoài cơ thể cá. Vi đuôi: Dựa vào hình dạng cấu tạo có xếp vi đuôi cá vào 3 dạng: Dạng nguyên thủy: Đoạn cuối của xương sống đi vào giữa vi đuôi, các tia vi đuôi gắn trực tiếp vào các đốt sống. Dạng dị hình: Vi đuôi chia làm 2 phần không bằng nhau. Đoạn cuối của xương sống đi vào thùy vi đuôi lớn.
Các tia vi đuôi cũng gắn trực tiếp vào các đốt sống. Dạng đồng hình: Vi đuôi chia làm 2 phần tương đương nhau. Đoạn cuối của xương sống không đi vào vi đuôi. Các tia vi đuôi không gắn trực tiếp vào các đốt sống cuối. Ngoài ra còn có: Tia vi lưng (cá sụn), xương nâng vi, tia vi lưng (cá xương), tia vi hậu môn, xương nâng lưng, xương nâng vi hậu môn (cá sụn), Xương nâng vi hậu môn (cá xương).